# Félix Voisin (magistrat)
Pour les articles homonymes, voir Félix Voisin.
Félix Voisin, né à Paris le 3 décembre 1832 et mort à Paris le 28 juillet 1915, est un magistrat et homme politique français.

## Biographie
Docteur en droit, il est avocat, puis juge suppléant à Versailles en 1860, substitut à Étampes en 1863, à Melun en 1864 et à Versailles en 1868. Devenu procureur de la République à Melun en 1870, il est arrêté par les autorités allemandes. Alors qu'il est retenu prisonnier en Allemagne, ses amis posent sa candidature à l'Assemblée nationale et il est élu député de Seine-et-Marne du 8 février 1871. À l'Assemblée, il est l'auteur de plusieurs rapports importants, notamment sur la loi relative à la surveillance de la haute police, en 1873, et sur l'éducation et le patronage des jeunes détenus, en 1874. Il est ensuite préfet de police du 10 février 1876 au 16 décembre 1877, puis conseiller à la Cour de cassation. Il est élu membre de l'Académie des sciences morales et politiques en 1907.

## Famille
- Il est le neveu de Félix Voisin (1794-1872) psychiatre et maire de Vanves[4].
- Il est également le frère d'Auguste Voisin (1829-1898), psychiatre, vice-président de la Société d'hypnologie[5], et gendre de l'éditeur Jean-Baptiste Baillière[6].

## Sources
- « Félix Voisin (magistrat) », dans Adolphe Robert et Gaston Cougny, Dictionnaire des parlementaires français, Edgar Bourloton, 1889-1891 [détail de l’édition]